# Nesaulax gracilis
Nesaulax gracilis är en stekelart som först beskrevs av Günther Enderlein 1920.  Nesaulax gracilis ingår i släktet Nesaulax och familjen bracksteklar. Inga underarter finns listade i Catalogue of Life.